# Daiana Mangafas
Daiana Mangafas (Capital Federal, 8 de enero de 1990) es una jugadora de futsal y fútbol argentina. Actualmente se desempeña como Pivot en el A. S. D. Arzachena 2015 de Italia donde compite en la Liga Femminile Calcio a 5 - Serie A2. En Argentina disputó el Campeonato de Futsal Femenino de AFA para Club de Jóvenes, Boca Juniors, River Plate y San Lorenzo antes de emigrar a Europa. Además fue jugadora de la Selección Argentina de Futsal Femenino con la que disputó la Copa América 2017. También tuvo un breve paso por Independiente y San Lorenzo en la liga de Fútbol Femenino de la AFA.

## Clubes
| Club                    | País      | Año           |
| ----------------------- | --------- | ------------- |
| Club de Jóvenes         | Argentina | 2007          |
| Boca Juniors            | Argentina | 2008-2012     |
| River Plate             | Argentina | 2013-2014     |
| San Lorenzo             | Argentina | 2015-2017     |
| Alex Zulli Gold Futsal  | Italia    | 2018          |
| Torreblanca Melilla     | España    | 2018-2019     |
| Femminile Molfetta      | Italia    | 2019-2022     |
| A. S. D. Arzachena 2015 | Italia    | 2022-presente |

## Palmarés

### Títulos nacionales de Futsal AFA
| Título               | Club        | País      | Año  |
| -------------------- | ----------- | --------- | ---- |
| Torneo 2015          | San Lorenzo | Argentina | 2015 |
| Torneo 2016          | San Lorenzo | Argentina | 2016 |
| Torneo Clausura 2017 | San Lorenzo | Argentina | 2017 |
| Torneo Anual 2017    | San Lorenzo | Argentina | 2017 |